# Champagne Perrier-Jouët
Perrier-Jouët & Cie est une maison de Champagne fondée à Épernay en 1811 par Pierre Nicolas Perrier et son épouse Rose Adélaide Jouët, peu après leur mariage le 26 septembre 1810.
La maison Perrier-Jouët est connue pour son vin de champagne brut et sa cuvée « Belle Époque » également baptisée « Fleur de Champagne».

## Le domaine viticole
Perrier-Jouët possède 65 ha dont près de 40 ha de Chardonnay, localisés sur les Grands Crus de Cramant et d’Avize. Le Chardonnay constitue la particularité des vignobles Perrier-Jouët, avec une forte présence de vignes âgées de 23 ans en moyenne.

## Histoire

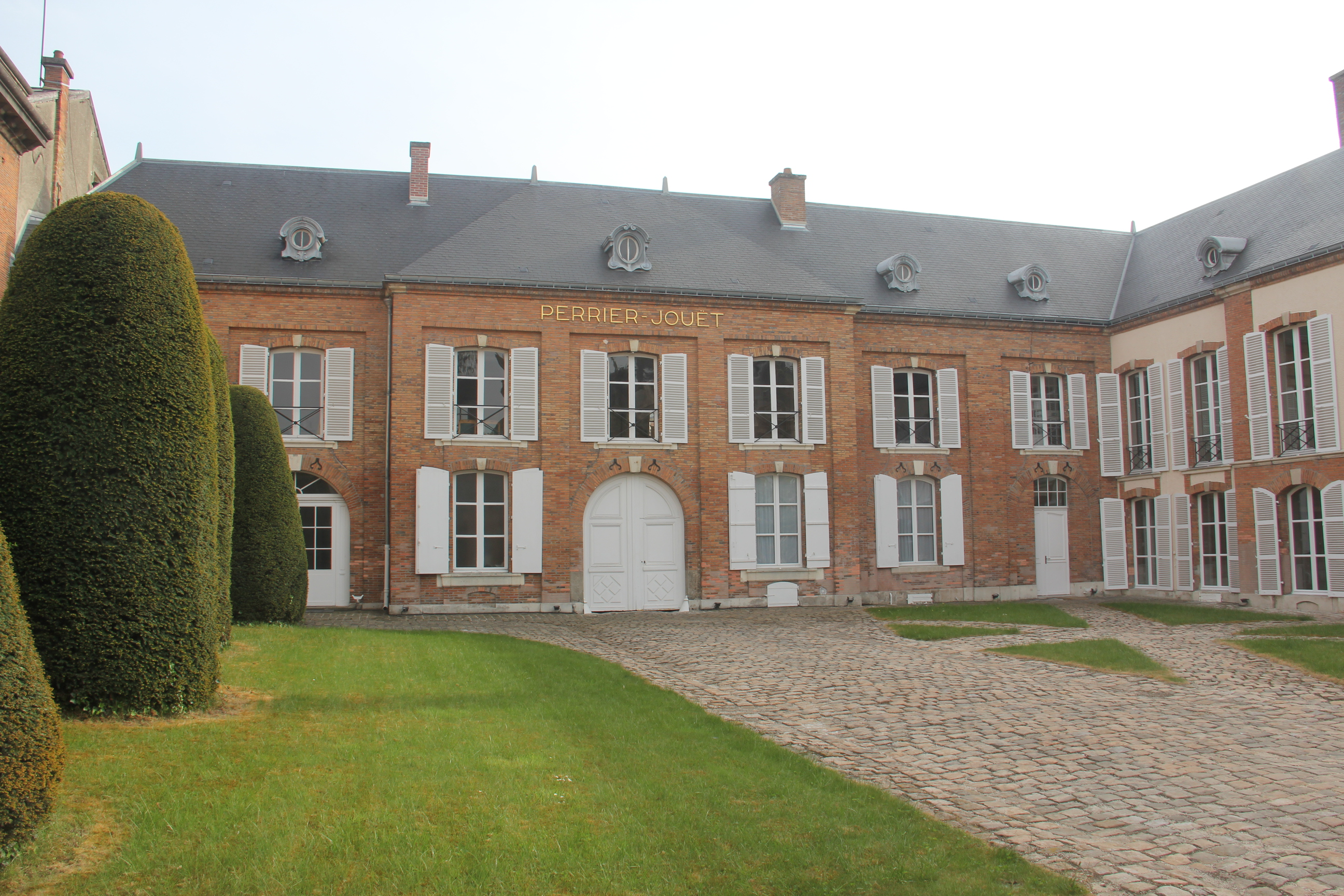
La maison Perrier-Jouët à Épernay.

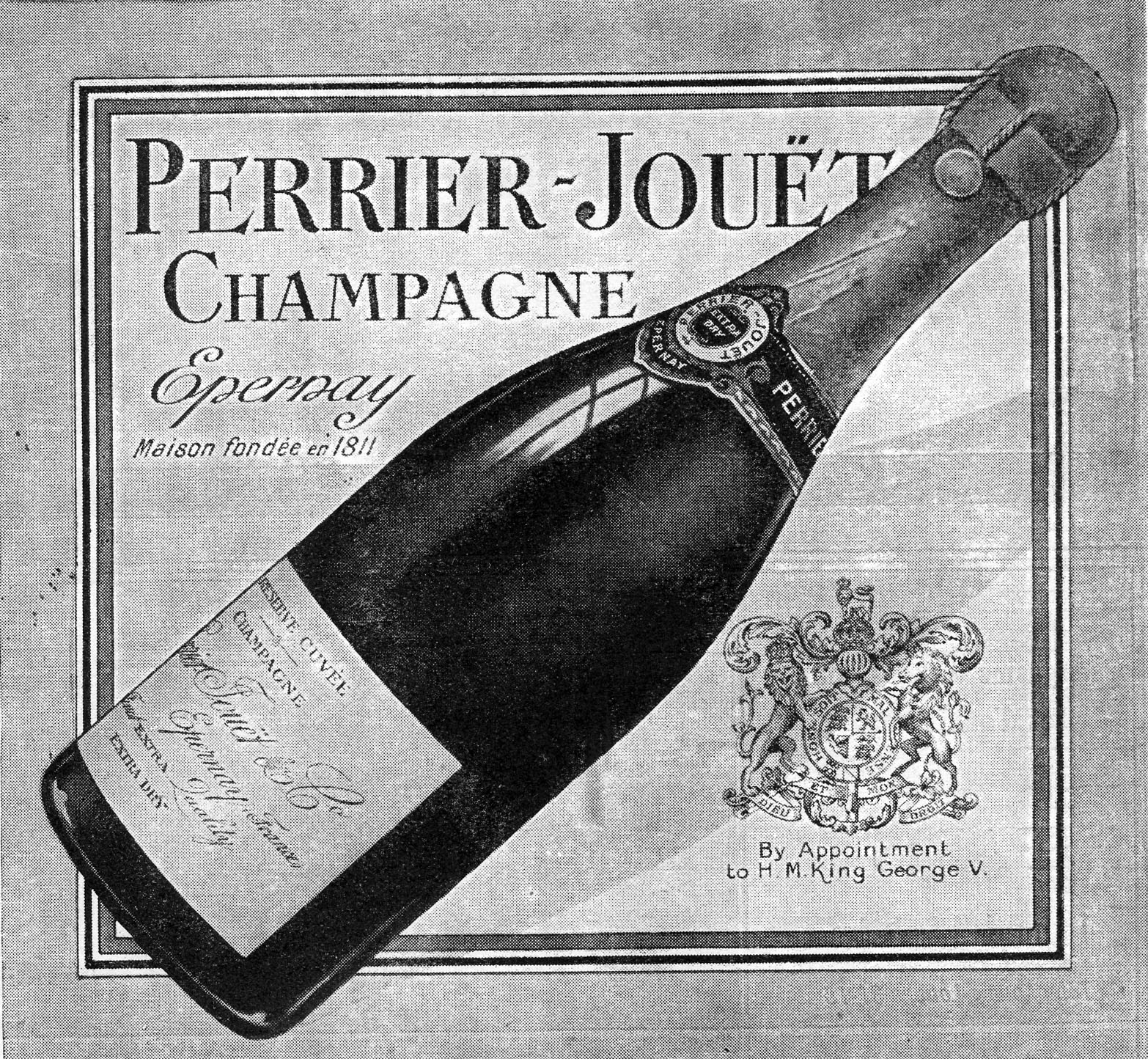
Réclame de 1923 dans L'Illustration.

En 1811, Pierre Nicolas Perrier épouse Rose Adélaide Jouët et fonde la maison de commerce de vin de champagne Perrier-Jouët à Épernay. Dès 1815, Perrier-Jouët réalise sa première exportation de vins au Royaume-Uni puis en 1837 aux États-Unis.
À partir de 1860, la maison constitue l’essentiel de son vignoble dans les communes de Aÿ, Mailly-Champagne, Avize et Cramant.
Charles Perrier succède à ses parents en 1854. Perrier-Jouët devient à partir de 1861 le fournisseur attitré de la Cour d’Angleterre et de la reine Victoria puis quelques années plus tard celui de la Cour impériale française.
Au début du vingtième siècle le champagne est à la mode et la marque a pour slogan : « la Belle Époque, c’est du Champagne ». L'entreprise expédie alors une grande part de sa production à destination du Royaume-Uni.
Après le décès de Charles Perrier en 1878, la maison est reprise par ses neveux par alliance Henri et Octave Gallice.
Henri et son cadet Octave sont des amateurs d'arts, si Henri dirige la maison à Épernay, Octave passe plutôt son temps à Paris, profitant de la Belle Époque. Il rencontre Émile Gallé, chef de file du mouvement Art nouveau. À la demande des deux frères, il dessine un tourbillon d'anémones du Japon. Quatre magnums émaillés sont livrés en 1902, ils deviendront l'emblème de la cuvée Belle Époque mais aussi celui de la maison elle-même.
En 1959, la maison de Champagne G.H. Mumm acquiert la Maison Perrier-Jouët.
La cuvée de prestige « Belle Époque » est créée en 1964 par André Baveret, chef de cave, et lancée en 1969 par Pierre Ernst, alors directeur commercial. Ce lancement reprend le flacon imaginé par Émile Gallé soixante ans plus tôt. 
Depuis 2005 la marque est la propriété du groupe Pernod-Ricard.

## Informations juridiques et financières
La société actuelle a été immatriculée le  22 juin 1957
SIREN : 095 750 261
Chiffre d'affaires : 109 130 400 € au 30 juin 2018
Résultat net : 5 636 300 € au 30 juin 2018
Effectif : 90 en 2017/2018
Direction : Cesar Giron (depuis 2015).

## Élaboration
Les vendanges débutent à la fin du mois de septembre, environ cent jours après la pleine floraison des vignes, et durent entre dix et douze jours.
Les raisins récoltés sont ensuite acheminés vers les pressoirs traditionnels, situés sur le vignoble. Le pressurage qui permet d’extraire le moût est doux et progressif pour ne pas endommager les grappes.
La première pression exercée sur le grain permet d’obtenir un jus riche en sucre et en acidité, constituant la « cuvée ». Cette première pression offre un caractère aromatique fin, subtil et complexe, et possède une grande aptitude au vieillissement. Elle est la seule qui entre dans l’élaboration des champagnes de la Maison Perrier Jouët.
Ces moûts sont débarrassés de leurs impuretés et stockés en cuves. Afin de conserver leurs caractères spécifiques et leurs arômes naturels, les crus sont vinifiés selon leur cépage, leur cotation dans l’échelle des crus et leur qualité. L'étape suivante est l’assemblage des vins pour obtenir le champagne désiré, avant que ne s'appliquent les autres étapes de la méthode champenoise : tirage, prise de mousse, vieillissement, remuage, dégorgement, dosage.